# Slunéčko šestnáctitečné
Slunéčko šestnáctitečné (Tytthaspis sedecimpunctata) je druh brouka z čeledi slunéčkovití.

## Popis
Délka těla slunéčka šestnáctitečného se pohybuje v rozmezí 2,5–3 mm. Tělo je kulaté béžové s černými skvrnami, tři skvrny na laterálních stranách krovek jsou většinou spojeny. Šev mezi krovkami je černě zbarvený. Pronotum je rovněž béžové s černými skvrnami. Nohy jsou hnědé.

## Rozšíření
Slunéčko šestnáctitečné preferuje travnaté oblasti, běžně se vyskytuje v místech, kde rostou pampelišky, kopřivy, chrpy nebo pryskyřníky. Vyskytuje se v Palearktické oblasti, tedy od východní Evropy až po severozápadní Čínu.

## Potrava
Slunéčko šestnáctitečné se živí houbami z čeledi Meliolaceae, pylem z lipnicovitých, hvězdnicovitých a svlačcovitých rostlin, mšicích, roztočích a třásněnkách.